# Martin Schubart

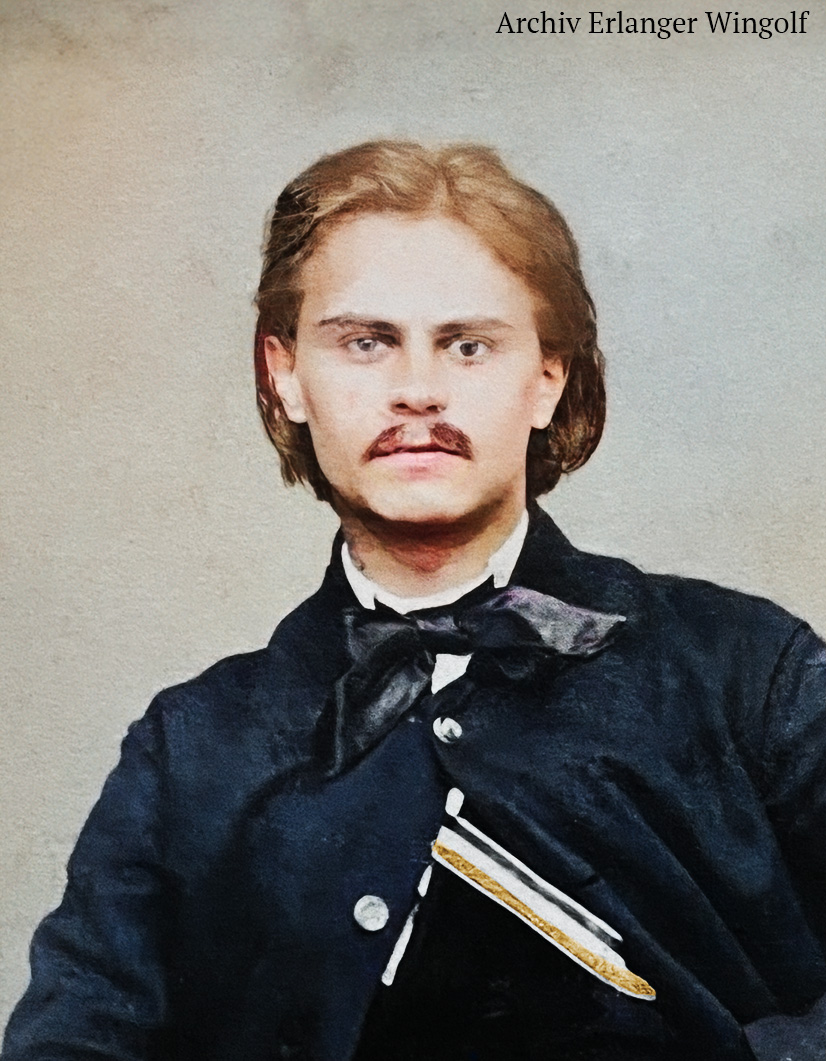
Martin Schubart als Student, 1860, koloriert

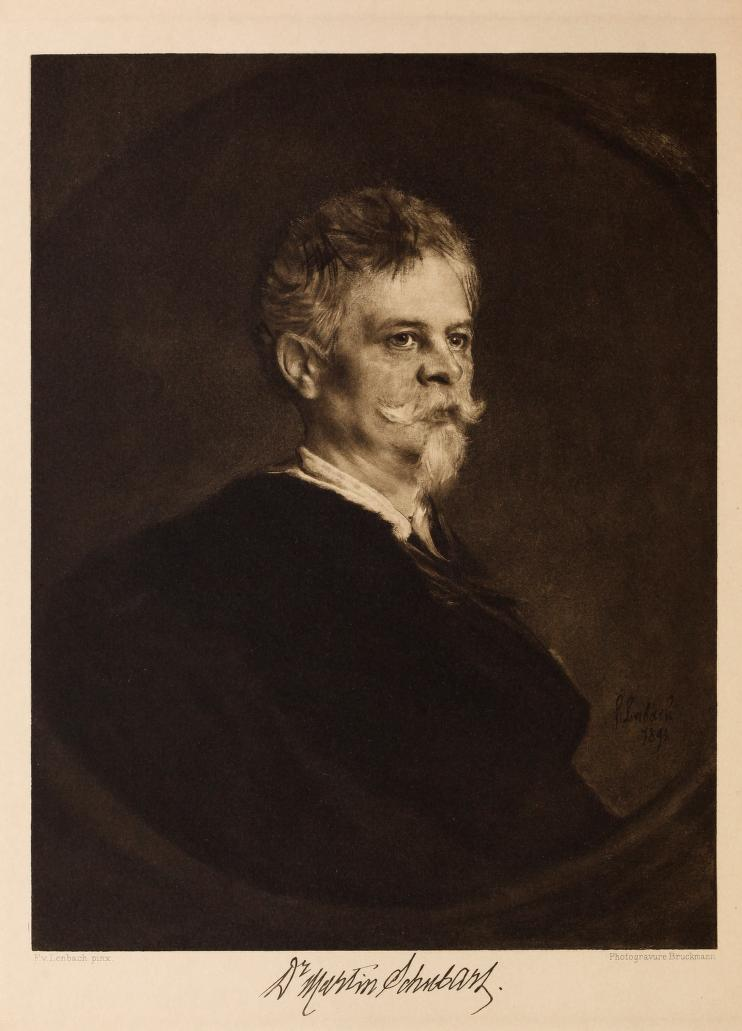
Martin Schubart, nach einem Porträt von Franz von Lenbach

Friedrich Martin Schubart (* 3. Oktober 1840 in Hohnstädt; † 27. April 1899 in München)  war ein deutscher evangelischer Theologe, Pädagoge und Kunstsammler.

## Leben
Martin Schubart war ein Sohn des Pfarrers Friedrich Moritz Schubart und seiner Frau Clara, geb. Zehme. Der spätere Generalsuperintendent Friedrich Winfried Schubart  (1847–1918) war sein jüngerer Bruder. Von 1855 bis 1859 besuchte Martin Schubart die Fürstenschule Grimma. Er studierte Evangelische Theologie, erst an der Universität Erlangen, dann an der Universität Leipzig. Im März 1863 bestand er das Kandidatenexamen (1. Theologisches Examen).
Im Mai 1863 ging er als Hauslehrer und Erzieher im Haus des Barons Wolff-Rodenvois-Meyendorff nach Livland. Hier blieb er fast drei Jahre. 1867 zog er nach Dorpat. Nach langwieriger Krankheit kehrte er auf ärztlichen Rat im Frühjahr 1868 nach Deutschland zurück und fand durch eine Nachkur in der milderen Heimat die völlige Wiederherstellung seiner Gesundheit.
Im August 1868 wurde er durch den Rat der Stadt Leipzig als Lehrer an die Thomasschule berufen und trat sein Amt am 13. Oktober an. 
In Leipzig lernte er Johann Nepomuk Czermak kennen, dessen Sohn er unterrichtete und mit dessen Tochter Sophie er sich verlobte. Durch die Verlobung und das Erbe seiner zukünftigen Frau (ihr Vater starb 1873) wurde er in die Lage versetzt, zu Ostern 1874 seine Stellung an der Thomasschule aufzugeben und sich als Privatier ganz seinen Studien und seiner Sammelleidenschaft zu widmen. Bis zum Ende des Jahres ging er zu Studien an die Universität Heidelberg. Anfang 1875 heiratete er. Nach dem Tod seiner Schwiegermutter zog das Paar nach Dresden. Größere Reisen in Deutschland, Frankreich, Holland und Italien trugen dazu bei, das Gesichtsfeld des Sammlers und Forschers sowie seine Sammlung von Gemälden alter Meister zu erweitern. 1882 erwarb er das Hochschloss Pähl für seinen Schwager Oskar Czermak. 
1889 zog er nach München in die Brienner Straße 8.  

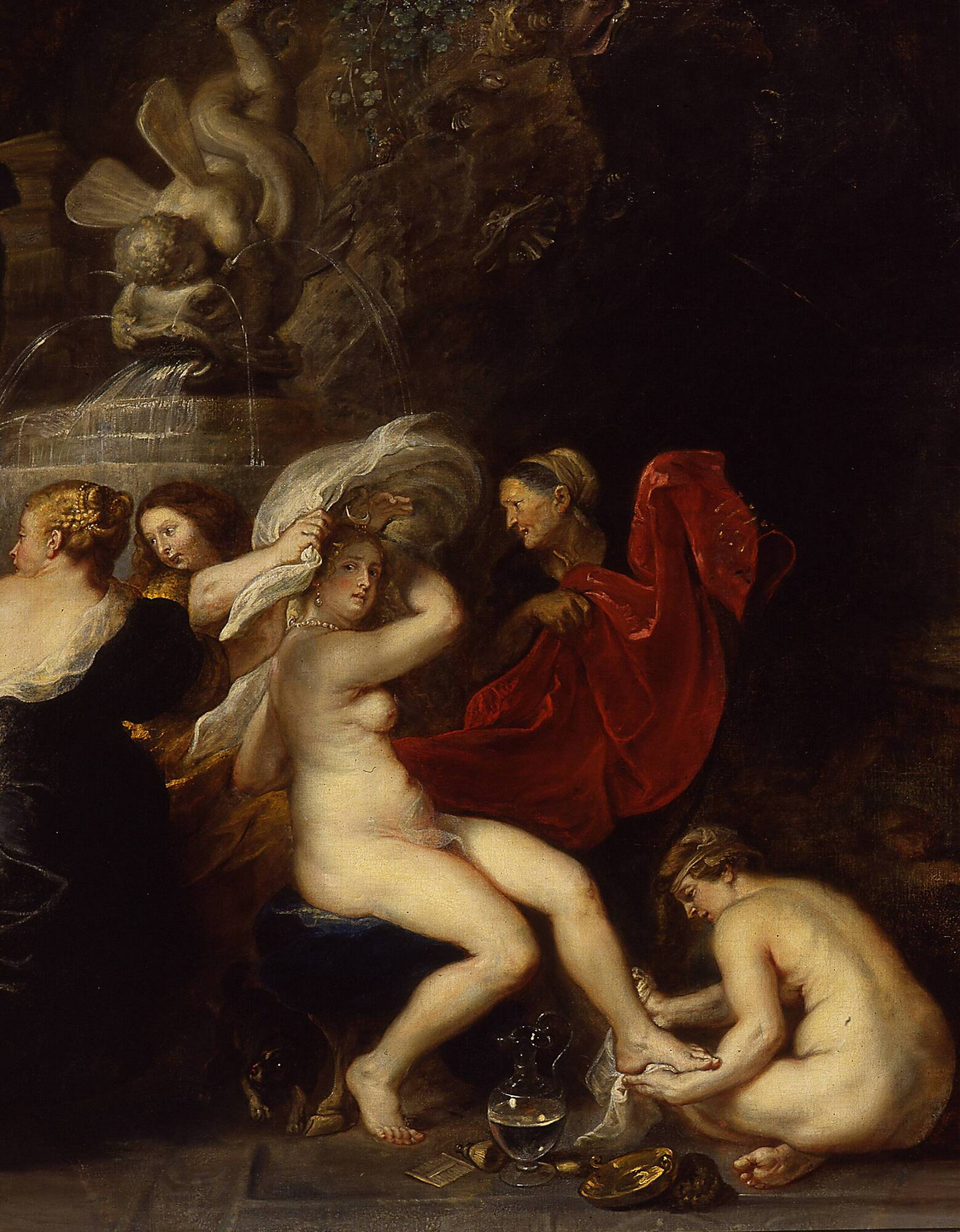
Peter Paul Rubens: Das Bad der Diana

Schubart trug eine der bedeutendsten Privatsammlungen, die bedeutendste deutsche Privatgallerie, niederländischer Meister zusammen. Zu seinen Spitzenstücken zählte Das Bad der Diana von Peter Paul Rubens. Das Gemälde war später Teil der Galerie Jacques Goudstikker. Heute ist es Teil der Sammlung des Museum Boijmans Van Beuningen.
Mit der Zeit machte er Teile seiner Sammlung der Öffentlichkeit bekannt. Als der Leipziger Kunstverein 1889 eine Sonderausstellung älterer Meister aus Privatbesitz veranstaltete, steuerte er eine ausgewählte Gruppe von 22 Gemälden niederländischer Meister des 17. Jahrhunderts bei.
1894 veröffentlichte er unter dem Titel Sammlung Schubart in der Verlagsbuchhandlung für Kunst und Wissenschaft, vormals Friedrich Bruckmann, in München eine Auswahl der Hauptwerke, durch eine Vorrede von ihm selbst eingeleitet, mit erläuterndem Text von Cornelis Hofstede de Groot.  
Neben seiner Kunstsammlung widmete er sich Studien zur deutschen Literatur, insbesondere zu Goethe. Eine Frucht dieser Studien war seine Schrift Francois de Theas Comte de Thoranc, Goethes Königslieutenant, die Zustimmung, aber auch starke Kritik erfuhr. Die im Verlauf der Arbeit aufgefundenen Gemälde stiftete er dem Freien Deutschen Hochstift für das Frankfurter Goethe-Haus.
Kurz nach Schubarts Tod wurde seine Sammlung, unterstützt durch einen opulenten Katalog, durch Hugo Helbing versteigert.
Einzelne Stücke, wie die Silhouetten von Johann Friedrich Anthing, kamen noch später in den Kunsthandel.

## Schriften
- François de Théas Comte de Thoranc, Goethes Königslieutenant. München: Bruckmann 1896

Digitalisat – Internet Archive

### Kataloge
- Cornelis Hofstede de Groot: Sammlung Schubart, früher Dresden, jetzt München: Eine Auswahl von Werken altes Meister aus dieser Sammlung reproduziert in Heliogravüre und Phototypie. Mit einem Vorwort des Besitzers und mit erläuterndem Text. München 1894
- Aus dem Kunstbesitz des Herrn Dr. Martin Schubart.

1: Gemälde. Auktion am 23. Oktober 1899 zu München unter Leitung des Kunsthändlers Hugo Helbing in München. München: Bruckmann 1899
Digitalisat – Internet Archive
2: Glasgemälde, Porzellane, Antiken, Möbel, Bücher, Farbstiche und Schabkunstblätter. Versteigerung am 26. und 27. Oktober 1899.